# Die Grünen Vorarlberg
Die Grünen Vorarlberg (offiziell Die Grünen – Die Grüne Alternative Vorarlberg) ist die Vorarlberger Landesorganisation der österreichischen Partei Die Grünen – Die Grüne Alternative.
Die Grünen Vorarlberg sind seit dem Jahr 1984 im Vorarlberger Landtag vertreten und stellen seit der letzten Landtagswahl 2019 sieben von 36 Abgeordneten. Zudem sind sie seit 2014 als Koalitionspartner der Vorarlberger Volkspartei in einer schwarz-grünen Koalitionsregierung vertreten und damit dort auch Regierungspartei.

## Geschichte

### Grüne Anfänge: Erste Landtagskandidatur 1984
Wie in anderen Regionen und Ländern waren die Anfänge der Grünen auch in Vorarlberg von Auseinandersetzungen über politische Ziele und Strukturen geprägt. Wie bei vielen anderen Neugründungen verstand sich die Gründergeneration nicht als Partei, sondern als Bewegung. Im Zentrum der Debatten stand die Frage, ob bzw. inwieweit ihre Ausrichtung bürgerlich-konservativ oder links-gesellschaftsverändernd („alternativ“) sein sollte.
Die Vertreter des alternativen Ansatzes kamen aus diversen sozialen Bewegungen des ökologischen Widerstands gegen Großprojekte wie dem AKW Zwentendorf oder der Staustufe Hainburg, aus der Friedensbewegung, aus der Frauenbewegung, aus Jugend- und Kulturinitiativen („Flint Festival“, Bregenzer Randspiele, Wäldertage …), aus der Vorarlberger Lehrerinitiative oder Forschungsinitiativen wie der Johann-August-Malin-Gesellschaft, die die nationalsozialistische Regionalgeschichte kritisch aufarbeitete.
Die Vertreter des bürgerlich-konservativen Ansatzes standen in einem christlichen Traditionsstrang, fühlten sich in einem ökologischen Sinne, aber auch im Kontext der kirchlichen Sexualmoral der Bewahrung der Schöpfung verpflichtet („Weltbund zum Schutz des Lebens“).
Diese beiden Richtungen wurden politisch durch die Alternative Liste (AL) und die Vereinten Grünen (VGÖ) vertreten. Sie schlossen sich vor der Landtagswahl 1984 zum Wahlbündnis AL-VGÖ zusammen und zogen als erste grüne Gruppierung in Österreich in einen Landtag ein. Mit einem Wahlergebnis von 13 % der Stimmen und vier Mandaten überholte das Wahlbündnis sogar die FPÖ und wurde drittstärkste Kraft im Landtag. Maßgeblich an diesem Erfolg beteiligt war der Spitzenkandidat der Alternativen Liste, der Bregenzerwälder Landwirt Kaspanaze Simma, der mit einem unkonventionellen Stil im Wahlkampf für Aufsehen sorgte.

### Zersplitterung bei der Landtagswahl 1989
Das zur Landtagswahl 1984 geschlossene Bündnis zwischen Alternativer Liste und Vereinten Grünen zerfiel noch im Lauf der Legislaturperiode, was wiederum die Spannungen zwischen der konservativen VGÖ und der Alternativen Liste verstärkte. Öffentliche Aufmerksamkeit bekam der Obmann des AL/VGÖ-Landtagsklubs, Manfred Rünzler, der mit nicht verbrauchten Mitteln aus der Parteien- und Klubförderung des Landes nach seinem Ausscheiden aus dem Landtag während vieler Jahre seine politische Tätigkeit sowie ein Büro finanzierte. Diese Vorgangsweise war nicht gesetzeswidrig, denn ein Parteienförderungsgesetz existierte in Vorarlberg nicht.
Nachdem 1986 die Grüne Alternative mit der Spitzenkandidatin Freda Meißner-Blau in den Nationalrat eingezogen war und sich diese neue Partei österreichweit konstituiert hatte, trat sie unter dem Namen Grüne Alternative Vorarlberg zur Vorarlberger Landtagswahl 1989 an. Mit der Spitzenkandidatin Brigitte Flinspach erreichte die Grüne Alternative Vorarlberg 5,18 % und schaffte mit zwei Mandaten den Einzug in den Landtag, während die unter dem Namen Die Grünen Vorarlbergs angetretenen Vereinten Grünen mit 4,91 % den Einzug knapp verpassten.
Der AL-Spitzenkandidat von 1984, Kaspanaze Simma, hatte sich auf keiner der beiden grünen Listen beworben und schied daher nach einer Periode wieder aus dem Landtag aus.

### Kurze Konsolidierung
Bei der Landtagswahl 1994 kandidierte Kaspanaze Simma als Spitzenkandidat der Grünen Alternative Vorarlberg, die mit 7,76 % der Wählerstimmen ein Mandat dazugewannen und den Klubstatus wieder errangen. Unter dem Namen Grüne Bürgerliste kandidierte auch bei dieser Landtagswahl eine Gruppe aus dem Umfeld der Vereinten Grünen, die jedoch nur 1,57 % der Stimmen bekam und deutlich unter der 5 %-Hürde blieb. Neben Kaspanaze Simma vertraten Brigitte Flinspach und Christian Hörl die Grünen in dieser Legislaturperiode im Landtag.

### Erneute Querelen
Am 17. Jänner 1997 wählten die Delegierten der Landesversammlung den Rankweiler Gemeinderat Johannes Rauch zum neuen Vorstandssprecher der Vorarlberger Grünen. Als Spitzenkandidat für die Landtagswahl 1999 wurde Christian Hörl gewählt, während Kaspanaze Simma sich endgültig aus dem Landtag verabschiedete. Nach einem erneuten Richtungsstreit verloren die Grünen knapp zwei Prozent der Stimmen und das dritte Mandat. Nach dem Rücktritt des Spitzenkandidaten Hörl vertraten die Feldkircher Stadträtin Sabine Mandak und Johannes Rauch die Grünen im Vorarlberger Landtag.

### Stabilität und Aufwärtstrend
Nachdem es Sabine Mandak 2002 gelungen war, als Spitzenkandidatin zur Nationalratswahl mit 14,5 % erstmals ein Vorarlberger Grundmandat zu erringen und in den Nationalrat zu wechseln, beschritten die Grünen im Vorfeld der Landtagswahlen 2004 mit neuen Akteuren und einer pointiert oppositionellen Wahlkampfstrategie neue Wege, die mit 10,2 % und vier Mandaten – neben Johannes Rauch, Katharina Wiesflecker, Karin Fritz und Bernd Bösch – den gewünschten Erfolg brachte.
Dieser Trend setzte sich fort. Bei der Landtagswahl 2009 konnten die Vorarlberger Grünen sogar erstmals die SPÖ Vorarlberg überholen und wurden mit 10,58 % der Stimmen drittstärkste Kraft im XXIX. Vorarlberger Landtag. Mit der grünen Abgeordneten Vahide Aydın zog erstmals eine türkischstämmige Vorarlbergerin in den Landtag ein.

### Erstmals in der Landesregierung
Bei der Wahl im Jahr 2014 legten die Grünen stark zu und festigten mit 17,14 % der Stimmen den dritten Platz. Sie gewannen als einzige der bislang im Landtag vertretenen Parteien Stimmen dazu und erreichten das bis dahin beste Ergebnis ihrer Geschichte. Im Anschluss an die Wahl trat die Partei mit Parteiobmann Johannes Rauch in Regierungsverhandlungen mit der Vorarlberger Volkspartei ein, die am 15. Oktober in die Angelobung der ersten schwarz-grünen Koalitionsregierung Vorarlbergs mündeten. Johannes Rauch übernahm als Landesrat in der Landesregierung Wallner II die Ressortverantwortung für Umwelt- und Klimaschutz, Öffentlicher Verkehr und Mobilitätsmanagement, Radverkehrsinfrastruktur, Abfallwirtschaft, Maschinenbau und Elektrotechnik sowie Informatik. Landesrätin Katharina Wiesflecker übernahm die Ressorts Soziales, Frauen, Pflege, Kinder- und Jugendhilfe sowie Kleinkindbetreuung.
Nach der Landtagswahl 2019, bei der die Grünen leicht dazugewinnen konnten und mit ihrem erneut historisch besten Ergebnis erstmals zweitstärkste Partei in Vorarlberg wurden, wurde die schwarz-grüne Regierungskoalition mit der ÖVP als Landesregierung Wallner III fortgesetzt. Beim Landesparteitag der Vorarlberger Grünen am 26. Juni 2021 wurden die damaligen Landtagsabgeordneten Daniel Zadra und Eva Hammerer als Doppelspitze zu Johannes Rauchs Nachfolgern als Landessprecher gewählt. Zadra wurde in weiterer Folge im März 2022 auch Rauchs Nachfolger als Landesrat, nachdem dieser als Gesundheits- und Sozialminister in die Bundesregierung wechselte.